# Michel Gaudin, duc de Gaëte

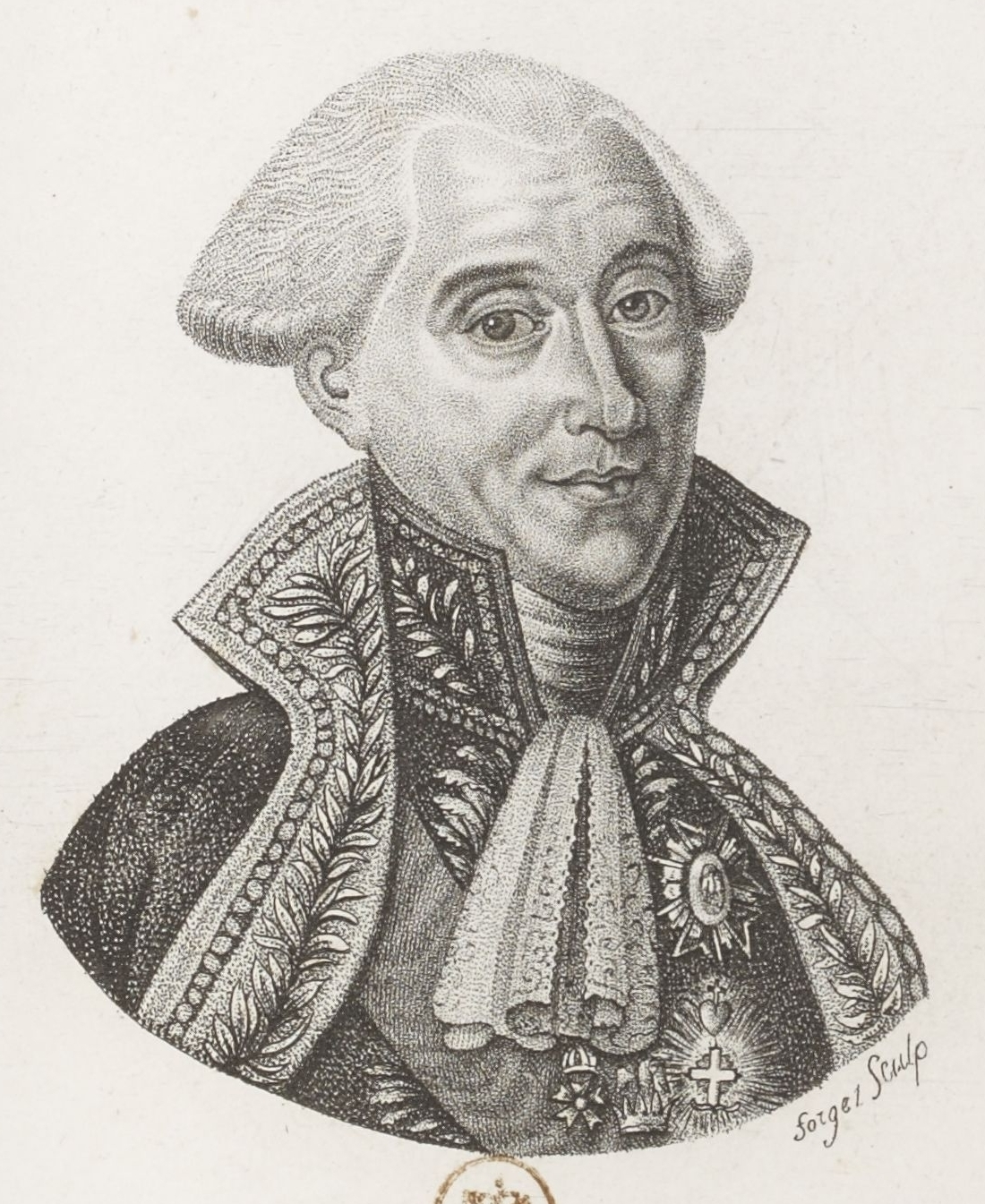
Martin Michel Gaudin, duc de Gaëte (1810)

Martin-Michel-Charles Gaudin, duc de Gaëte (* 19. Januar 1756 in Saint-Denis; † 5. November 1841 in Gennevilliers bei Paris), war Finanzminister Frankreichs unter Napoleon Bonaparte und spielte in den ersten Jahren nach dem Staatsstreich des 18. Brumaire VIII eine entscheidende Rolle bei der Neuordnung des französischen Finanzwesens.
Gaudin, der bereits während des Ancien Régime und der Französischen Revolution Finanzbeamter gewesen war, bekleidete das Ministeramt seit diesem Tage von 1799 bis 1814 und erneut während der Hundert Tage. Nach der Zweiten Restauration der Bourbonen war er zunächst Abgeordneter der Deputiertenkammer und von 1820 bis 1834 Leiter der Banque de France, der von ihm mitbegründeten französischen Staatsbank.

## Biografie

### Karriere während des Ancien Régime und der Revolution
Gaudin wurde als Sohn des Juristen Charles Gaudin und dessen Frau Louise-Suzanne, geborene Ragot, in Saint-Denis bei Paris geboren. Sein Vater war – ebenso wie sein Großvater mütterlicherseits – Anwalt am königlichen Gerichtshof in Paris, dem sogenannten Parlement de Paris. Nach seiner Ausbildung am Collège Louis-le-Grand trat Gaudin 1773 in den Dienst der französischen Finanzverwaltung. Vier Jahre später – im Alter von 21 Jahren – wurde er an die Spitze des Département des impositions befördert, einer für die direkten Steuern Taille und Capitation zuständigen Abteilung.
Zur Neuordnung des französischen Finanzwesens wurde 1791 die Trésorerie nationale gegründet, das Schatzamt, dem die Verwaltung der Staatseinnahmen oblag. Aufgrund seiner Verdienste wurde Gaudin im selben Jahr zu einem der sechs leitenden Kommissare dieser Finanzbehörde berufen. Im Rahmen dieser Tätigkeit geriet er mehrfach in Konflikt mit dem Wohlfahrtsausschuss. Allein seinen Beziehungen zu dem einflussreichen Pierre Joseph Cambon hatte er es zu verdanken, dass sein Leben nicht auf der Guillotine endete. Er selbst wiederum bewahrte während der Terrorherrschaft 48 unschuldig zum Tode verurteilte Beamte vor der Hinrichtung. Sie waren als sogenannte Receveurs-généraux de finances im Ancien Régime mit der Einziehung der direkten Steuern beauftragt gewesen.
Im Juni 1795 beantragte Gaudin seine Entlassung aus dem Staatsdienst, zog sich auf sein Landgut in Vic-sur-Aisne nahe Soissons zurück und widmete sich dort ökonomischen Studien. Bereits im November desselben Jahres wurde er vom Direktorium für das Amt des Finanzministers vorgeschlagen. Er lehnte jedoch aus gesundheitlichen Gründen ab. Auch allem weiteren Drängen des in tiefen monetären Nöten steckenden Direktoriums widerstand er. Im Mai 1797 lehnte er das Angebot ab, erneut als Kommissar der Trésorerie nationale zu arbeiten, genauso, wie er im Juli 1798 das Amt eines Generalkommissars der Trésorerie ablehnte. Allein die Position eines Leiters des Post- und Nachrichtenwesens hatte er im April 1798 akzeptiert. Ein Jahr später, im Mai 1799, wurde Sieyès anstelle Reubells ins Direktorium gewählt. Als Sieyès umgehend einen neuen Vorstoß unternahm, Gaudin als Finanzminister zu gewinnen, lehnte dieser – nach seinen eigenen Ausführungen – mit der Begründung ab, „da, wo weder Finanzen sind, noch Mittel, sie sich zu beschaffen, ist ein Minister unnütz“.

### Finanzminister unter Bonaparte

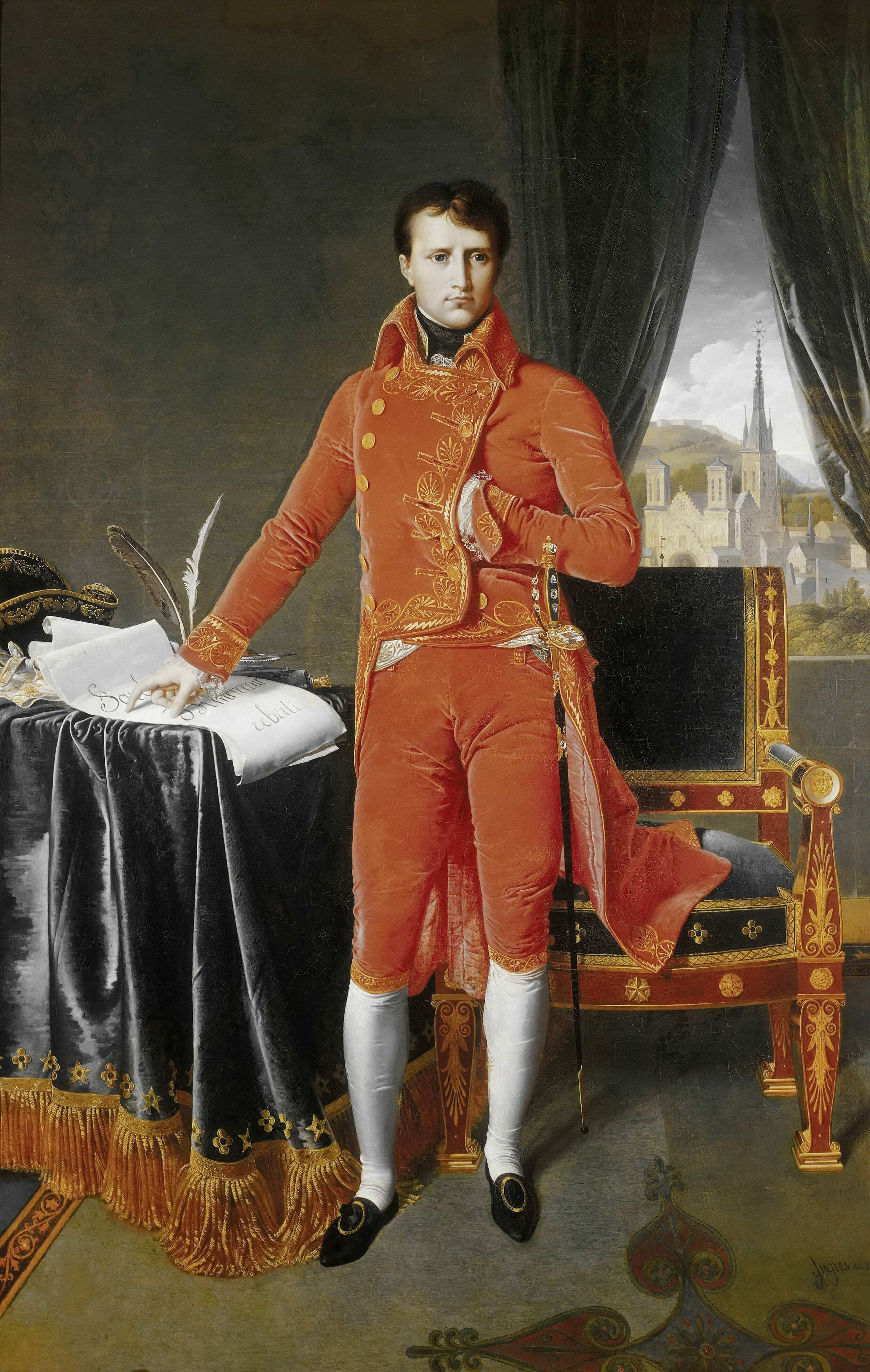
Napoleon Bonaparte als Erster Konsul (Gemälde von Jean-Auguste-Dominique Ingres, 1803)

Gaudins unnachgiebige Haltung änderte sich schlagartig beim Amtsantritt Napoleons. Bereits einen Tag nach dem Staatsstreich des 18. Brumaire VIII am 9. November 1799 wurde Gaudin zu Sieyès gerufen, der inzwischen – neben Bonaparte und Ducos – an der Spitze der Konsulatsregierung stand. Erneut bat ihn Sieyès, das Finanzministerium zu übernehmen. Das daraufhin geführte Gespräch mit Napoleon schildert Gaudin in seinen Lebenserinnerungen wie folgt:

« Vous avez longtemps travaillé dans les finances ? – Pendant 20 ans, général ! – Nous avons grand besoin de votre secours et j’y compte. Allons, prêtez serment, nous sommes pressés. »

„Man sagte mir, sie hätten lange Zeit im Finanzwesen gearbeitet?“ – „Zwanzig Jahre lang, General!“ – „Wir benötigen dringend ihre Hilfe und ich zähle darauf. Nun! Leisten Sie Ihren Eid, wir haben es eilig.“

Noch am Abend des 19. Brumaire (10. November) leistete Gaudin seinen Eid und führte die Amtsgeschäfte des Finanzministers von 1799 bis zum 1. April 1814 und dann – während der Hundert Tage – wieder vom 20. März bis zum 22. Juni 1815.
Die Finanzverwaltung während der Zeit des Konsulats und des Ersten Französischen Kaiserreichs war seit 1802 zweigeteilt. Während François Barbé-Marbois und seit 1806 sein Nachfolger Nicolas-François Mollien in ihrer Funktion als Ministre du trésor public für die Ausgabenseite zuständig waren, verantwortete Gaudin als Finanzminister die Einnahmenseite. Bei seinem Amtsantritt fand Gaudin eine nahezu ausweglose Lage vor: Die vier Jahre der Direktoriumsregierung hatten zu einem massiven Rückgang der Steuereinnahmen geführt, denen eine große Summe überfälliger Gehaltszahlungen an Staatsbeamte und Armeeangehörige gegenüberstand. Dies und die im Verlauf der zehn Jahre seit Beginn der Revolution unternommenen, sich teilweise widersprechenden Haushaltsmaßnahmen machten eine grundlegende Neuordnung des Finanzwesens notwendig.
Das Gesetz vom 3. Frimaire des Jahres VIII (24. November 1799) regelte die Einziehung der direkten Steuern durch die Schaffung einer klaren Hierarchie. Auf der untersten Stufe standen die Steuereintreiber, sogenannte percepteurs, gefolgt vom receveur particulier auf der Ebene der Arrondissements und dem receveur général auf Départementsebene. Um eine gerechte Besteuerung des Grundbesitzes zu gewährleisten, wurde die gewaltige Aufgabe begonnen, mit dem cadastre ein Grundbuch zu schaffen, in das die Besitzrechte, die Größe und der Wert aller Ländereien in Frankreich eingetragen wurden. Dabei basierte der Staatshaushalt unter der Regierung Napoleons weniger auf direkten als auf indirekten Steuern wie etwa der Stempel-, Tabak- und Alkoholsteuer. Zusammen mit den im Zuge der Kontinentalsperre stark angewachsenen Zolleinnahmen bildeten sie die wichtigste Finanzquelle des Staates und machten so 1813 knapp das Anderthalbfache der direkten Steuereinnahmen aus. Die Einziehung aller dieser Abgaben wurde streng überwacht; zu diesem Zweck wurde 1804 eine Oberaufsicht über alle Steuereinnahmen (régie des droits réunis) eingerichtet, die dem „Anakreon des Fiskus“ Français de Nantes anvertraut wurde. Durch das Gesetz vom 16. September 1807 wurde zudem ein Rechnungshof (cour des comptes) als zentrale Kontrollbehörde eingerichtet, so dass Gaudin schließlich befriedigt feststellen konnte, der Staat sei fortan „bereit für die Einziehung jeglicher Steuer, die noch kommen möge“.

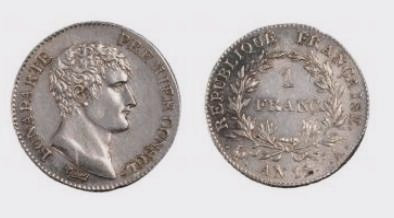
Ein Franc mit 5 Gramm Silbergehalt, geprägt 1803 mit der Inschrift Bonaparte Premier Consul – République française

Zur Wiederbelebung des Kreditwesens schuf Gaudin am 29. November 1799 eine Kasse zur Schuldentilgung, die caisse de garantie et d’amortissement, deren Leitung er seinem Freund und späteren Schatzminister Mollien übertrug. Die Aufgabe dieser Kasse bestand zum einen darin, angefochtene Steuereinnahmen zu erstatten und zum anderen – was noch wichtiger war –, die Staatsschulden durch den Rückkauf von Staatsanleihen zu verringern. Darüber hinaus wurde die 1796 gegründete Kontokorrentkasse am 24. Plûviose des Jahres VIII (13. Februar 1800) in die Banque de France umgewandelt, deren primäre Funktion darin bestand, Unternehmern Kredite zu zumutbaren Zinsraten zur Verfügung zu stellen. Flankierend zu diesen Maßnahmen wurde in einer Währungsreform ein festes Verhältnis zwischen Silber und Gold in der Relation 1:15,5 festgelegt. Der im März 1803 geschaffene „Franc germinal“, eine Münze mit einem Silbergehalt von fünf Gramm, erreichte im Jahr 1811 einen besseren Wechselkurs als das Pfund Sterling und sollte bis zum Beginn des Ersten Weltkrieges im Jahr 1914 stabil bleiben.

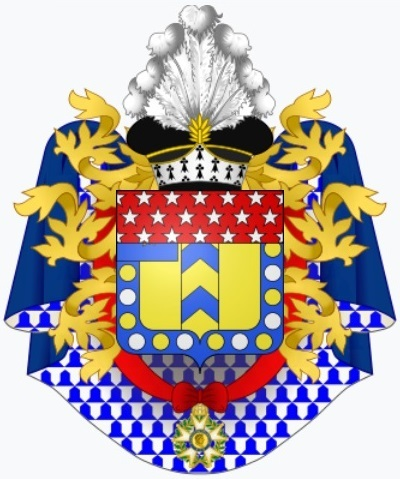
Wappen Michel Gaudins als Herzog von Gaeta in der noblesse impériale

Im Jahr 1808 erhob Napoleon Gaudin zum Dank für seine Leistungen in den Stand eines comte de l’Empire in der noblesse impériale und verlieh ihm am 15. August 1809 in der noblesse impériale den Titel eines Herzogs von Gaeta (duc de Gaëte). Zu diesen Titeln gesellten sich im Laufe der Jahre eine Reihe von einträglichen Dotationen: im Königreich Westphalen und dem Kurfürstentum Hannover (1808), im Königreich Neapel (1809), auf dem Canal du Loing, einer wichtigen französischen Handelsroute im Burgund (1810), in Illyrien und in den Départements Stura und Arno (1812).
Bis zur ersten Restauration und der Verbannung Napoleons auf die Mittelmeerinsel Elba blieb Gaudin im Amt. 1814 gehörte er zu einer kleinen Gruppe von Getreuen, die die Kaiserin Marie-Louise nach Blois begleiteten. Nachdem Napoleon am 1. März 1815 nach Frankreich zurückgekehrt war, berief er Gaudin am 21. März erneut zum Finanzminister und ernannte ihn am 2. Juni 1815 – kurz vor Beginn seines Belgienfeldzuges – zum Pair von Frankreich. Nach seiner erneuten Abdankung und der Verbannung auf die Insel St. Helena sagte Napoleon rückblickend über Gaudin: „Der Minister Gaudin hat alles in seiner Macht Stehende getan, um innerhalb von wenigen Tagen den Missbrauch eines lasterhaften Regimes zu beenden und die Prinzipien des Kredits und des Maßhaltens ehrenvoll wiederherzustellen.“

### Während der Zweiten Restauration und der Julimonarchie
Kurz nach dem Ende der Episode der Hundert Tage wurde Gaudin am 22. August 1815 für das Département Aisne in die Deputiertenkammer gewählt, wo er bis 1819 blieb. In seinen Wortmeldungen während dieser Zeit verteidigte er ein ums andere Mal die Politik Napoleons und seine eigene Leitung der Staatsfinanzen. Anders als andere Aufsteiger des Ersten Kaiserreichs weigerte er sich auch, den ihm zustehenden Sitz im französischen Oberhaus, der Chambre des Pairs, zu besetzen.
1820 nahm Gaudin das Angebot König Ludwig XVIII. an, der ihn zum Direktor der Banque de France machte. Diese Position hatte er bis ins Jahr 1834 inne und veröffentlichte noch während seiner Amtszeit 1826 unter dem Titel Mémoires, souvenirs, opinions et écrits du duc de Gaëte seine zunächst zweibändigen Memoiren, denen er 1834 einen Erweiterungsband mit dem Titel Supplément aux mémoires et souvenirs de M. Gaudin duc de Gaëte folgen ließ. Bis auf wenige Passagen befassen sich diese Lebenserinnerungen mit den Angelegenheiten seines Ministeriums und drehen sich fast ausschließlich um Fragen des Finanzwesens. Valynseele, einer seiner Biographen, bemerkt dazu, es scheine, als habe Gaudin nicht viel von den Dingen mitbekommen, die außerhalb seines Ministeriums geschahen.
Entgegen dem Druck Napoleons hatte Gaudin lange Zeit nicht geheiratet. Erst im April 1822 und damit im Alter von 66 Jahren ehelichte er die 1775 auf der griechischen Insel Naxos geborene Anna Summaripa, die in erster Ehe mit dem Diplomaten Claude-Camille-Emile Gaudin de Fers verheiratet gewesen war und die – nach einigen Autoren – schon seit langen Jahren Gaudins Mätresse gewesen sein soll. Gaudin adoptierte deren 1809 geborene Tochter Athénaïs-Laure, die später den Marquis Ernest Stanislas de Girardin, Deputierter für das Département Charente während der Julimonarchie und der Zweiten Republik und Senator während des Zweiten Kaiserreichs, heiratete.
Gaudin starb am 5. November 1841 im Alter von 85 Jahren. Sein Grab liegt auf dem Pariser Friedhof Père-Lachaise.

## Schriften (Auswahl)
Unter den zahlreichen Schriften Gaudins sind hervorzuheben:
- Aperçu sur les Emprunts, Paris 1817
- Notice historique sur les finances de la France depuis 1800 jusqu’au 1er avril 1814, Paris 1818